# Memorias históricas (Capmany)
 Memorias históricas sobre la marina, comercio y artes de la antigua ciudad de Barcelona.  com diu el seu títol és un llibre recapitulatiu sobre la marina, el comerç i les arts de la ciutat de Barcelona, escrit per l'il·lustre Antoni de Capmany i Montpalau.

## Descripció
Monumental i magna obra sobre l'economia barcelonina antiga, fixant-se en els aspectes que van fer de la ciutat una de les potències comercials de la Mediterrània des de l'Edat Mitjana fins ben entrat el segle XVI: la seva important marina mercant, la seva forta estructura gremial i la productivitat industrial, tot recolzat en nombroses dades i documents, molts d'ells inèdits fins aleshores.
L'obra va ser il·lustrada amb capçaleres i vinyetes dibuixades per coneguts artistes (Camarón, Montaña, etc.) i gravades en coure en la seva majoria per Moles. Com indica Palau, aquest títol fonamental conté "un arsenal de documents i dades de primera mà" que l'han convertit en una obra importantíssima.
Als quatre volums de Memòries Històriques, usualment s'hi adjunta un cinquè volum del "Código de las costumbres marítimas de Barcelona" que reprodueix el Llibre del Consolat de Mar de Barcelona, formant un recull de cinc volums, d'extraordinari valor històric i documental sobre la història de la Marina Catalana.

## Estructura de l'obra
Gran quart, 4 vols.
- Volum 1. Memorias históricas. Parte primera: Antigua marina. Parte segunda: Del antiguo comercio. Parte tercera: de las antiguas artes.[2]
- Volum 2. Colección diplomática de los instrumentos justificativos de las presentes memorias, sacados de varios libros, registros, y códices del Archivo municipal de Barcelona.[3]
- Volum 3. Suplemento a las memorias históricas. Parte primera: Antigua marina. Parte segunda: Del antiguo comercio. Parte tercera: Antiguas artes.[4]
- Volum 4. Suplemento a la colección diplomática. Contiene los instrumentos justificativos del tomo III.[5]

Seguits de: 
- vol. V: "Código de las costumbres marítimas de Barcelona" 1 full., LXXXI, 368 p.; 1 full., 225 p.
  - Volum 1.[6]
  - Volum 2.[7]